# 튀르키예-헝가리 관계
튀르키예-헝가리 관계(튀르키예어: Türk-Macar ilişkileri, 헝가리어: török-magyar kapcsolatok)는 튀르키예와 헝가리 간 양자 관계를 의미한다.

## 역사

### 고대
튀르키예와 헝가리 모두 로마 제국의 속령에 해당했다. 헝가리 일대는 판노니아 속주, 터키 일대는 갈라티아 속주에 속했다.

### 중세
발칸 반도에 위치한 헝가리 왕국은 오스만 제국의 발칸반도 점령 시도에 따라 크고 작은 전투를 치뤘다. 특히 헝가리 왕국은 오스만 제국의 공세에 밀, 수도인 부더가 점령당하고, 중부 헝가리가 종속국이 되는 시련도 겪었다.

### 근대
서방으로의 팽창정책을 추진하던 오스만 제국과 헝가리 왕국의 충돌은 불가피하였다. 1526년, 모하치 전투에서 러요시 2세(재위: 1516년–1526년)가 지휘하던 헝가리 왕국군은 오스만 제국의 술탄인 쉴레이만 대제가 이끄는 오스만 제국군에게 완패하고, 국왕 자신도 전사하였다.
이 전쟁의 패배로 인하여 헝가리는 오스만 헝가리와 트란실바니아를 오스만 제국에게 할양하였다. 오스만 제국군은 이에 그치지 않고 진격하여 빈을 공격했고, 1541년에는 부더를 점령했다. 이로써, 헝가리는 약 150년간 합스부르크 왕가가 직접 통치하는 도나우 강 서쪽의 로열 헝가리(합스부르크 헝가리)와 오스만 왕가가 직접 통치하는 부다를 포함한 구 헝가리 왕국의 중앙부인 오스만 헝가리, 오스만 아래서 큰 자치를 누리는 트란실바니아를 통치한 오스만령 헝가리의 헝가리 왕국(1570년부터 트란실바니아 공국)로 3분할 된다.
헝가리의 황금기는 16세기 초 오스만 제국에 의해 정복되고 16세기 오스트리아가 헝가리의 나머지 땅마저 지배하게 되어 끝이 났다. 오스만 제국의 점령 하 접경지에서는 늘 공방이 있었다. 그러나 에게르처럼 도시의 성곽이 요새화되었거나 헝가리 왕국이나 대귀족의 수비병들이 보수를 제대로 받을 수 없었기 때문에 그 지역 헝가리인 거주지 약탈에 나섰던 경우도 있다. 이 때문에 마을 사람들은 데브레첸, 케치케메트,소노르크, 쥬라 등의 도시로 전란을 피해 달아났다. 오스만 제국의 통치는 이런 면을 제외하면 종교 개종을 강제하지도 않았고, 튀르키예인과 거의 접촉할 일도 없어 그때까지 번영을 누려온 헝가리인들도 있었다. 헝가리는 폴란드-오스만 전쟁의 결과인 카를로비츠 조약(1699년)으로 최전성기 때의 영토를 모두 회복한다.

### 현대
오스트리아-헝가리 제국의 등장과 오스만 제국과 관계는 무난하게 유지되었다. 제1차 세계 대전 이후 두 나라 모두가 해체되었으며, 기존의 영토보다 더 적은 국가로 재탄생하였다. 오늘날 튀르키예와 헝가리는 전략적인 관계를 유지하며, 협력에 나서고 있다.

## 상세

### 문화
헝가리 요리는 튀르키예 요리의 영향을 받아서 오늘날 마자르인은 만두와 국수를 먹는 식습관을 갖게 되었다. 또한 오스만 제국의 공중목욕탕의 영향을 받아서, 세체니 온천과 같은 온천욕이 활발하게 이뤄지고 있다.

## 같이 보기
- 오스만령 헝가리